# Ted Bundy (film)
Ted Bundy è un film del 2002 scritto e diretto da Leonardo Casini. Il film romanza i crimini del serial killer Ted Bundy. Ha come protagonisti Michael Reilly Burke nel ruolo di Ted Bundy, e Boti Bliss nel ruolo della ragazza di Bundy, Lee (personaggio basato su Elizabeth Kloepfer, la vera ragazza di Ted ai tempi degli omicidi).

## Trama
A Seattle, Washington, nel 1974, lo studente di legge Ted Bundy (Michael Reilly Burke) sembra essere il tipico ragazzo della porta accanto, ma dietro quella faccia si nasconde un mostro. Dopo aver commesso svariati furti in vari negozi ed essersi masturbato spiando una ragazza dalla finestra, commette il suo primo omicidio. Da quel momento, adesca delle ragazze con la sua auto facendo finta di avere un braccio ingessato o di essere malato e bisognoso di aiuto, oppure finge di essere un agente di polizia. Poi le tramortisce, le lega e le porta in un luogo in cui le stupra e le uccide. Guidando la sua Volkswagen Maggiolino, lascia un sentiero di sangue attraverso gli Stati Uniti. La polizia brancola nel buio, poiché nessuno sospetta dello studente-modello.
Nel 1975, una delle sue vittime, Tina Gabler, riesce a sfuggirli lanciandosi dall'auto in corsa. Basandosi sulla sua descrizione dell'auto di Bundy, questi viene fermato ed arrestato. Nel suo bagagliaio, gli agenti trovano delle maschere, una sega a mano, un piede di porco, dei coltelli, delle corde e delle manette. Sebbene venga identificato da Tina Gabler in un confronto all'americana, egli nega di aver mai visto quella donna. Quando la sua ragazza lo va a trovare alla Prigione Statale del Colorado, le confessa che le accuse contro di lui sono per omicidio multiplo, ma sottolinea il fatto che non hanno prove, e che in ogni caso, nessuno lo avrebbe mai condannato; a questo punto, lei si allontana da lui.
Visto il suo desiderio di difendersi da solo, gli è garantito libero accesso alla biblioteca, dalla quale lui evade saltando dalla finestra del secondo piano dell'edificio. Dopo aver rubato un'auto, viene arrestato nuovamente, ma riesce a fuggire un mese dopo grazie ad un buco nel soffitto nella sua cella. Questa volta sottomette quattro donne nella loro casa e le massacra. Dopo aver ucciso una bambina diventa spavaldo ed esaltato ma viene riconosciuto da un agente di polizia e viene arrestato dopo un breve inseguimento. Al processo il giudice decide che Ted sarà giustiziato sulla sedia elettrica. Dopo una breve conversazione al telefono, viene preparato per l'esecuzione dagli agenti che gli rasano i capelli e gli mettono del cotone intorno all'ano per evitare perdite. Prima di procedere all'esecuzione dice un'ultima frase: "Dite ai miei che gli ho voluto bene". Azionata la leva, morirà tra le urla di vendetta della gente.

## Differenze tra il film e i fatti reali
Il film è romanzato e si prende molte libertà, cambiando o mescolando i fatti o spostandoli cronologicamente. Ecco alcuni esempi:
- Nel film Ted dice di essere stato bocciato alla scuola di legge e al corso di psicologia. In realtà, sebbene fosse un pessimo studente di legge, si è laureato con onore in psicologia all'University of Washington.[2]
- Nel film, il nome della vittima "cheerleader" è Jane Gilchrist e nella realtà, il suo nome era Nancy Wilcox, che stava andando via da una gara di cheerleader a scuola quando Ted l'ha rapita.[2]
- Nel film c'è anche l'omicidio di Caryn Campbell (nella località sciistica) e il suo arresto avviene nel 1976, quando in realtà entrambi questi fatti sono avvenuti nel 1975.
- Nella prima evasione, Ted esce da una finestra e salta su un tetto più basso. In realtà, saltò direttamente dalla finestra al suolo secondo il libro The Stranger Beside Me.
- Nel film Ted dice che le autorità del Colorado stanno "chiedendo per lui la pena di morte"; in realtà i procuratori avevano scelto di non chiedere la pena di morte per lui.
- Nel film Ted ha perso completamente interesse per i suoi studi dopo che la ragazza l'ha lasciato, ma in realtà è tornato a studiare e ha lavorato anche più duramente per entrare a far parte della politica americana, tanto che era vicino a diventare un Senatore del Partito Repubblicano.
- Nella scena in cui Ted prende una vittima dalla sua casa, il film fa vedere che Ted la avvolge in un lenzuolo e la trasporta nella propria macchina. Nel film, questo avviene davanti a dei testimoni in strada. In realtà, Ted disse agli autori Michaud & Aynesworth[2] che lui ha sempre fatto attenzione a non farsi riconoscere e a non lasciare testimoni.
- Nel film, l'auto di Ted è gialla. In realtà era bianca.[2]
- L'arresto finale di Ted Bundy, nel 1978, a seguito di un furto d'auto in Florida, viene rappresentato come avvenuto vicino ad un campo alla luce del giorno. Nella realtà avvenne in un quartiere residenziale un'ora dopo la mezzanotte.
- L'esecuzione di Ted, nel film, viene rappresentata con imprecisione, sebbene fosse esatto che la Old Sparky fosse la sedia elettrica usata nella realtà. Nel film, viene messo del cotone nell'ano in modo da non far fuoriuscire liquidi organici, mentre nella realtà quella pratica non era ancora in uso. Viene usata una leva, nel film, per azionare la sedia elettrica, quando in realtà si azionava con un pulsante. Mentre il film mostra il boia incappucciato come una donna dai capelli lunghi, l'identità in realtà era anonima.
- Nel film, il boia indossa l'uniforme da agente. In realtà era un comune cittadino pagato 150$ per quell'esecuzione e si trovava dietro uno schermo oscurato.
- Ted accende l'auto facendo fare contatto a dei fili. In realtà, trovò le chiavi già nel veicolo che avrebbe rubato.
- L'ultima vittima di Ted era una ragazza che stava saltando la corda in un parco, di nome Susan Moore. In realtà, quella ragazza era Kimberly Leach. A quel tempo, Ted la rapì mentre stava tornando a scuola poiché aveva lasciato la borsa.
- Nel film, il boia dà a Ted un'unica scossa elettrica; le procedure della Florida prevedono che ne vengano date tre.
- Le ultime parole di Ted nel film sono state: "Dite alla mia famiglia che gli voglio bene". In realtà, disse: "Jim e Fred, vorrei che voi portaste il mio affetto alla mia famiglia e ai miei amici".[3]